# Каррінг (інформатика)
Каррування або каррінг (англ. currying) в інформатиці — метод обчислення функції від багатьох аргументів, перетворенням її в послідовність функцій одного аргумента.
Це перетворення було введено Мойсеєм Шейнфінкелем і отримало свою назву від свого поширювача, Гаскеля Каррі.
Операція каррування є функцією вищого порядку, оскільки, вона приймає і повертає функцію.
Карровані функції можуть використовуватись у всіх мовах програмування, що підтримують замикання. Хоча не карровані функції обчислюються швидше, оскільки не потребують часткового застосування та створення замикання.

## Визначення
Для функції двох змінних {\displaystyle \scriptstyle f\colon (X\times Y)\to Z}, каррування — це операція {\displaystyle \scriptstyle {\text{curry}}(f)\colon X\to (Y\to Z)}.
Тобто, {\displaystyle \scriptstyle {\text{curry}}(f)} має аргумент {\displaystyle \scriptstyle X} і повертає функцію однієї змінної {\displaystyle \scriptstyle Y\to Z}.

## Часткове застосування функції
Каррування — це не є зменшення кількості аргументів функції за допомогою їх фіксації, це побудова послідовності функцій одного аргумента, кожна з яких повертає наступну.
Для функції {\displaystyle \scriptstyle f\colon (X\times Y\times Z)\to N}, каррування — це послідовність функцій {\displaystyle \scriptstyle {\text{curry}}(f)\colon X\to (Y\to (Z\to N))}.
Знаходження значення функції — це {\displaystyle \scriptstyle f(1,2,3)}, а при обчисленні значення каррованої функції {\displaystyle \scriptstyle f_{\text{curried}}(1)(2)(3)}, для кожного аргумента, при його підстановці отримуємо нову функцію, в яку підставляємо наступний аргумент і т. д.
Тобто, {\displaystyle \scriptstyle f_{\text{curried}}(1)}, повертає функцію одного аргумента (яка в свою чергу теж повертає функцію), а не функцію двох аргументів.

## Математична точка зору
В теоретичній інформатиці є такий аналітичний апарат, як лямбда-числення, який можна застосувати тільки для функцій однієї змінної. З точки зору теорії множин, каррування — це відповідність між множинами {\displaystyle \scriptstyle C^{A\times B}} та {\displaystyle \scriptstyle \left(C^{B}\right)^{A}}
…

## Приклади

### C++11
```
#include
<functional>

auto
 
curry
 
=
 
([](
int
 
x
)
->
std
::
function
<
int
(
int
)
>
{

       
return
 
[
x
](
int
 
y
)
->
int
 
{

          
return
 
x
+
y
;

       
};

});

int
 
a
 
=
 
curry
(
4
)(
5
);
 
// 9

auto
 
curry_4
 
=
 
curry
(
4
);

int
 
b
 
=
 
curry_4
(
5
);
 
// 9

```

### C#(3.0)
```
Func
<
int
,
 
Func
<
int
,
 
int
>>
 
curry
 
=
 
(
x
 
=>
 
(
y
 
=>
 
x
 
+
 
y
));

curry
(
4
)(
5
);
 
// 9

```

### Erlang
```
Curry
 
=
 
fun
(
A
)
 
->
 
fun
(
B
)
 
->
 
A
 
+
 
B
 
end
 
end
.

(
Curry
(
3
))(
4
).
 
% => 7

```

### F#
```
let
 
add
 
a
 
b
 
=
 
a
 
+
 
b
 
//'a -> 'a -> 'a

let
 
addOne
 
=
 
add
 
1
 
//'a -> 'a

let
 
x
 
=
 
addOne
 
10
 
// 11

```

### Common Lisp
```
(
defun
 
curry
(
x
)

  
(
lambda
 
(
y
)
 
(
+
 
x
 
y
)))

((
curry
 
2
)
 
3
)
 
; повертає 5

; через особливості семантики вертає помилку (на відміну від Scheme)...

(
funcall
 
(
curry
 
2
)
 
3
)
 
; повертає 5

```

### Haskell
```
curry
 
x
 
=
 
(
\
y
 
->
 
x
 
+
 
y
)
 
-- також можна написати curry = (+)

curry
 
2
 
3
 
-- повертає 5

```

### Hope
```
!
 
curry
 
-
 
turn
 
a
 
binary
 
function
 
into
 
a
 
function
 
producing
 
a
 
function
.

!
	
(
Named
 
after
 
Haskell
 
B
.
 
Curry
)

!
 
e
.
g
.
 
curry
 
f
 
x
 
y
 
=
 
f
(
x
,
 
y
)

dec
 
curry
 
:
 
(
alpha
 
#
 
beta
 
->
 
gamma
)
 
->
 
alpha
 
->
 
beta
 
->
 
gamma
;

--- curry f <= lambda x => lambda y => f(x, y);

curry
 
(
+
)
 
1
;

>>
 
lambda
 
y
 
=>
 
1
 
+
 
y
:
 
num
->
num

(
curry
 
(
+
)
 
1
)
 
2
;

>>
3
:
 
num

```

### JavaScript
```
function
 
curry
(
x
){

    
return
 
function
(
y
){

        
return
 
x
 
+
 
y
;

    
}

}

curry
(
4
)(
5
);
 
// повертає 9

```

Починаючи з версії ECMAScript 5 можливий код:
```
const
 
curry
 
=
 
(
fn
,
x
)
 
=>
 
(
y
)
 
=>
 
fn
(
x
,
y
);

const
 
add
 
=
 
(
x
,
y
)
 
=>
 
x
+
y
;

curry
(
add
,
4
)(
5
);
 
// повертає 9

```

### LispScheme
```
; визначення

(
define
 
(
curry
 
x
)

  
(
lambda
 
(
y
)

    
(
+
 
x
 
y
)))

; виклик

(
let
 
((
curr
 
(
curry
 
4
)))

  
(
curr
 
5
))
 
;результат 9

; або так

((
curry
 
4
)
 
5
)

```

### OCaml
```
let
 
curry
 
x
 
=
 
function
 
y
 
->
 
x
 
+
 
y
;;
   
(* val curry : int -> int -> int = <fun> *)

let
 
a
 
=
 
curry
 
4
 
5
;;
   
(* - : int = 9 *)

```

OCaml є мовою із сімейства ML, в мовах цього сімейства приведення багатомісної функції в карроване представлення виконується автоматично:
```
let
 
curry
 
x
 
y
 
=
 
x
 
+
 
y
;;
   
(* val curry : int -> int -> int = <fun> *)

let
 
a
 
=
 
curry
 
4
;;
   
(* val a : int -> int = <fun> *)

a
 
5
;;
   
(* - : int = 9 *)

```

### Python
```
curry
 
=
 
lambda
 
fn
,
 
x
:
 
lambda
 
y
:
 
fn
(
x
,
 
y
)

add
 
=
 
lambda
 
x
,
 
y
:
 
x
 
+
 
y

curry
(
add
,
 
4
)(
5
)
   
# => 9

```

### Perl
```
sub
 
curry

{

    
my
 
$x
 
=
 
shift
;

    
return
 
sub
 
{
 
return
 
$x
 
+
 
shift
 
}

}

curry
(
4
)
->
(
5
);
  
# 9

```

### PHP
Починаючи з PHP 5.3, в якому було додано замикання.
```
function
 
curry
(
$x
)
 
{

    
return
 
function
 
(
$y
)
 
use
 
(
$x
)
 
{

               
return
 
$x
 
+
 
$y
;

           
};

}

$a
 
=
 
curry
(
5
);

$b
 
=
 
$a
(
10
);
 
// 15

```

### Ruby
```
def
 
curry
(
x
)

  
Proc
.
new
{
|
y
|
 
x
 
+
 
y
}

end

curry
(
1
)
.
call
(
2
)
 
# => 3

```

### Scala
```
def
 
curry
(
x
:
 
Int
)(
y
:
 
Int
)
 
=
 
x
 
+
 
y
 
// curry: (Int)(Int)Int

f
 
=
 
curry
(
4
)
_

f
(
5
)
 
// Int = 9

```

### Objective-C
Приклад реалізації з використанням блоків (blocks):
```
typedef
 
int
 
(
^
Add
)(
int
 
y
);

Add
 
curry
(
int
 
x
)
 
{
	

	
return
  
Block_copy
(
^
(
int
 
y
)
 
{
	

		
return
 
x
 
+
 
y
;

	
});

}

int
 
res
 
=
 
curry
(
5
)(
6
);

NSLog
(
@"%i"
,
res
);

>>
11

```

### Go
```
package
 
main

func
 
main
()
 
{

  
curry
 
:=
 
func
(
x
 
int
)
 
func
(
int
)
 
int
 
{

    
return
 
func
(
y
 
int
)
 
int
 
{

      
return
 
x
+
y

    
}

  
}

  
print
(
curry
(
2
)(
3
))
 
// 5

}

```

### MATLAB
```
curry
 
=
 
@(
x
)@(
y
)
x
+
y
;

a
 
=
 
curry
(
5
);

disp
(
a
(
6
));
 
% 11

```

### Visual Prolog
```
F
 
=
 
{(
Y
)
 
=
 
{(
X
)
=
X
+
Y
}},

write
(
F
(
2
)(
3
)),
    
% 5

```

### SWI Prolog
```
t
(
A
,
 
B
):-
 
A
 
>
 
B
,
 
!.

call
(
call
(
t
,
 
3
),
 
0
).
 
% true

```